# Ремикс
Ремиксът  представлява алтернативна версия на дадена песен, която се различава от оригиналната. Авторите на ремикси създават ново музикално звучене на песента, добавяйки различни елементи като промяна във височината на тоновете, използване на нови инструменти и др. Някои от ремиксите са акапелна версия на дадена песен. Обикновено песните се ремиксират, за да се възроди някогашната им популярност; за да се създаде стерео или съраунд версия; или за да се подобри качеството (точността) на стар запис, чиято магнитна лента е загубена или повредена. Понякога се правят и с цел песента да се впише в изискванията на специфичен музикален жанр или радиоформат.